# Annexkompetenz
Die Rechtsfigur der Annexkompetenz betrifft die Aufteilung der Gesetzgebungskompetenz zwischen Bund und Ländern in Deutschland. Im Grundsatz haben die Länder gemäß Art. 70 GG diese Kompetenz, sofern eine bestimmte Sachmaterie nicht in den Art. 70 ff. GG ausdrücklich dem Bund zugewiesen ist.
Allerdings sind in drei Fallgruppen ungeschriebene Kompetenzen des Bundes anerkannt:
- Annexkompetenz
- Kompetenz kraft Sachzusammenhang
- Kompetenz kraft Natur der Sache

Der Annexkompetenz unterliegen Neben- und Hilfsgebiete, die keine eigene Sachmaterie darstellen, sondern nur die Vorbereitung oder Durchführung eines Sachgebiets betreffen. 
Hat der Bund im Hauptgebiet kraft ausdrücklicher Zuweisung die Kompetenz zur Gesetzgebung, unterliegen auch diese Annexgebiete dieser Zuweisung. Eine Kompetenz der Länder wäre unsinnig. 
Regelmäßig nicht von der Annexkompetenz erfasst sind Verwaltungsverfahren, da sonst die diesbezügliche Zuweisung in Art. 84 Abs. 1 GG an die Länder sinnlos wäre.
Eine Abgrenzung zur Kompetenz kraft Sachzusammenhang erscheint schwierig, insoweit wird zunehmend auf eine Differenzierung verzichtet und die Annexkompetenz als Fall der Kompetenz kraft Sachzusammenhangs angesehen.

## Beispiele
- Die Gesetzgebungskompetenz des Bundes zur Regelung der Sachmaterie „Bundesnachrichtendienst“ schließt als Annex die Befugnis ein, Voraussetzungen und Grenzen zu regeln, unter denen der BND  der Öffentlichkeit einschließlich der Presse Informationen  erteilen muss oder darf.[1]

## Österreich
In Österreich spricht man zur selben Problematik von der Adhäsionstheorie.